# Luftfahrerschule (Berlin-Adlershof)
Die Luftfahrerschule in Berlin-Adlershof wurde durch den Deutschen Luftflottenverein eingerichtet und ab 1913 über den Ersten Weltkrieg hinaus bis 1923 betrieben. Die private Schule für Luftfahrer in unmittelbarer Nähe zum Flugplatz Johannisthal diente als Fachschule zur Ausbildung von technischem Bedien-Personal für Luftfahrzeuge und war zu ihrer Zeit „die einzige ihrer Art in Deutschland.“ Die als „nationale Aufgabe“ angesehene Bildungseinrichtung wurde zum Teil auch durch Fördermitglieder des Luftflottenvereins finanziert.

## Geschichte
Die Luftfahrerschule war vom Deutschen Luftflottenverein zunächst am 1. Oktober 1909 in Friedrichshafen am Bodensee errichtet worden. Schon dort und auch später wurde die Bildungseinrichtung von dem Oberleutnant Georg Paul Neumann eingerichtet und geleitet. Schon die ersten Schüler fanden Anstellung in gut bezahlten Posten in der Privatindustrie oder in der Truppe der Luftschiffer; einer beispielsweise als Steuermann des Zeppelin-Luftschiffs Schwaben, ein anderer als Steuermann des Verkehrsluftschiffes Viktoria Louise.

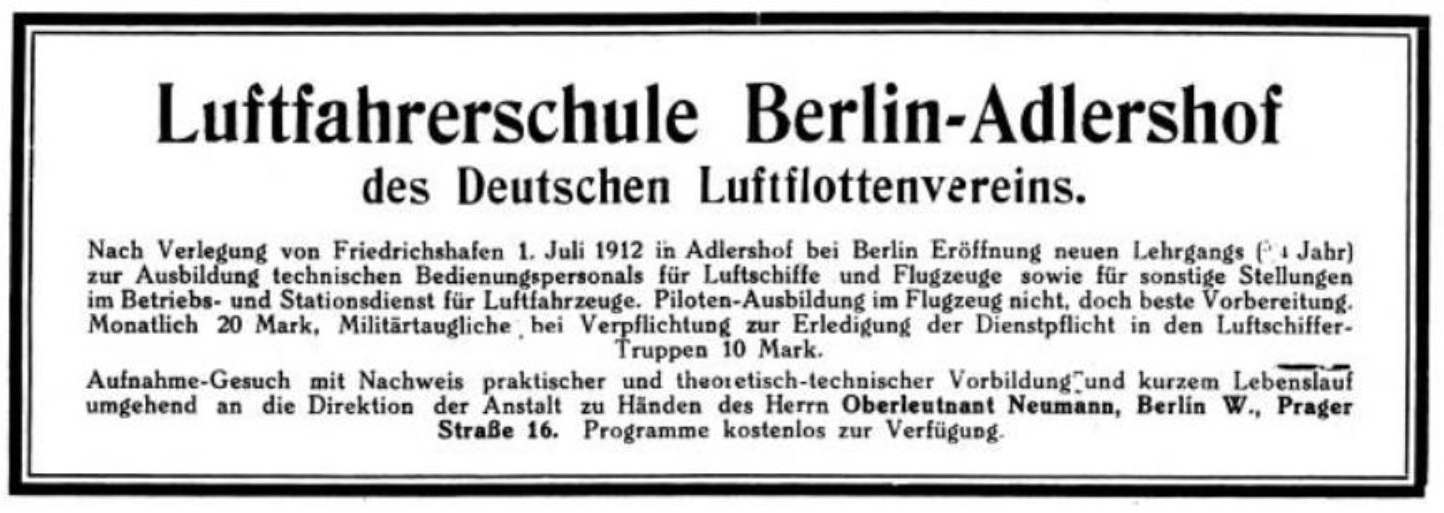
1912 erschienene Anzeige für die „Luftfahrerschule Berlin-Adlershof des Deutschen Luftflottenvereins“;
Deutsche Luftfahrer-Zeitschrift, 15. Mai 1912

Nach der Errichtung der neuen Anstalt in Berlin-Adlershof, die von verschiedenen Behörden unterstützt und gefördert und einem Kuratorium unterstellt und schließlich feierlich 1912 feierlich eröffnet worden war, begann der reguläre Schulbetrieb 1913. Die Schule war im Zuge der Nationalflugspende mit einem Zuschuss von 65.000 Mark gefördert worden.
Der praktische und theoretische Unterricht diente der Ausbildung des technischen Bedien- und Führerpersonals von Luftschiffen und Flugzeugen, aber auch künftigen sonstigen Anstellungen im Betriebs- und Stationsdienst für Luftfahrzeuge.
Zugangsvoraussetzungen waren – neben einwandfreier Führung und besten körperlichen Eigenschaften – mehrjährige Lehrgänge zum Werkmeister oder zum Maschinentechniker an entsprechenden Fachschulen oder gleichwertigen Anstalten sowie eine mindestens einjährige praktische Tätigkeit in einer Maschinen- oder Motorenfabrik.
Der 15-monatige Lehrgang gliederte sich in 10 Monate Theorie mit wissenschaftlichen Vorträgen sowie 5 Monate Praxis, davon 3 Monate praktische Unterweisung zu Beginn der Schulungen. Das Honorar je Vierteljahr in Höhe von 60 Mark konnte auf die Hälfte ermäßigt werden, wenn sich die – militärtauglichen – Schüler zum anschließenden Dienst in der Luftschiffertruppe verpflichteten.
Trotz des Versailler Vertrages wurde die Luftfahrerschule laut Aktenlage noch in den ersten Jahren der Weimarer Republik fortgeführt, bevor sie auf dem Höhepunkt der deutschen Hyperinflation 1923 den Betrieb einstellte.

## Archivalien
Archivalien von und über die Berliner Luftfahrerschule finden sich beispielsweise
- im Brandenburgischen Landeshauptarchiv (BLAH) unter dem Titel Einrichtung und Betrieb einer privaten Luftfahrerschule durch den Deutschen Luftflottenverein in Berlin-Adlershof für den Zeitraum 1913 bis 1923, Archivsignatur 34 Provinzialschulkollegium 3746, ehemalige Signatur Abt. III Tit. 4 Nr. 189[4]